# Люнебургско поле
Люнебургското поле или Люнебургската пустош (на немски: Lüneburger Heide) e обширна леко хълмиста равнина в Северна Германия, провинция Долна Саксония, разположено в западната част на Средноевропейската равнина.

## Географска характеристика
Полето заема площ около 7,4 хил.km² между река Елба на север и левият ѝ приток Илменяу на изток и река Везер и десният ѝ приток Алер на югозапад и юг. Средната надморска височина е 50 – 100 m, като най-високата точка е възвишението е Wilseder Berg (169,2 m). Изградено е от древни, силно смляни ледникови и водно-ледникови наслаги, предимно пясъци. По-големите реки водещи началото си от него са Лахте, Ерце и Видау от басейна на Везер, Илменау, Луе и Осте от басейна на Елба. По-високите части са заети от мочурища, тресавища и малки масиви от борови и брезови гори, а понижените части на релефа – от блата, елови и осикови гори. Горите заемат около 40% от територията му, но основната растителност си остава степната. Развива се интензивно земеделие (производство на картофи) и животновъдство. През 1910 Люнебургската пустош е обявена за природен парк.

## Историческа справка
Полето е сцена на категоричната германска капитулация към Антихитлеристката коалиция, под командването на фелдмаршал Бърнард Монтгомъри на 4 май 1945, на края на Втората Световна война. Това е и областта, в която е намерено тялото на Хайнрих Химлер, водеща фигура на Нацистка Германия и лидер на СС.
В днешни дни Люнебургското поле е популярна туристическа дестинация. Принос за това имат парковете "Heidepark Soltau", "Vogelpark Walsrode" и "Serengeti Safari Park Hodenhagen", както и многото ферми, предлагащи почивни места.